# Brantevik
Brantevik is een plaats in de gemeente Simrishamn in Skåne de zuidelijkste provincie van Zweden. Het heeft een inwoneraantal van 451 (2005) en een oppervlakte van 69 hectare. Het dorp is 5 km ten zuiden van Simrishamn (plaats) gelegen. Het dorp ligt direct aan de Oostzee en is van oorsprong een vissersdorp. Tegenwoordig is het een populair toeristenplaatsje.